# Sympycnidelphus tibialis
Sympycnidelphus tibialis är en tvåvingeart som beskrevs av Robinson 1967. Sympycnidelphus tibialis ingår i släktet Sympycnidelphus och familjen styltflugor. Inga underarter finns listade i Catalogue of Life.